# Meghan Addy
Meghan Addy (Estados Unidos, 22 de mayo de 1978) es una atleta estadounidense especializada en la prueba de 4x400 m, en la que consiguió ser medallista de bronce mundial en pista cubierta en 2003.

## Carrera deportiva
En el Campeonato Mundial de Atletismo en Pista Cubierta de 2003 ganó la medalla de bronce en los relevos de 4x400 metros, llegando a meta en un tiempo de 3:31.69 segundos, tras Rusia y Jamaica (plata).